# Klimatechnik
Die Klimatechnik ist ein Teilgebiet der Versorgungstechnik mit der Aufgabe Lufttemperatur, -feuchte und -qualität (CO2-Gehalt) in einem Raum auf die gewünschten Werte zu regeln.
Durch Klimaanlagen werden die Einflüsse von inneren (Wärmequellen wie Personen, EDV, Beleuchtung) und äußeren Lasten (Sonneneinstrahlung, Transmissionswärmeverluste oder -gewinne) ausgeglichen, indem im Verlauf der Luftführung Wärme ab- (kühlen) oder zugeführt (heizen), Feuchtigkeit erhöht (befeuchten) oder abgesenkt (entfeuchten) und die eingesetzten Medien (Luft, Wasser) transportiert werden.
Die Klimatechnik ist für die Aufenthaltsqualität in verschiedensten Nutzungsbereichen, wie Büro- und Wohngebäuden, Fertigungsstätten, Lagerhäusern, Gewächshäusern, Kfz oder in der Prozesstechnik (Windkanäle, Prüftechnik, Klimakammern) bestimmend.
Für die Raumluft in Büroräumen gilt beispielsweise:
- Temperatur der Raumluft zwischen 19 und 26 °C,
- Luftfeuchtigkeit zwischen 30 und 70 %,
- die Luftbewegung sollte zugfrei sein. In Komfortbereichen (z. B. Büro- und Besprechungsräumen) werden dazu meist Raumluftgeschwindigkeiten unterhalb von 0,2 m/s gefordert.

Da der Heizungsbau traditionell mit der Erwärmung und die Lufttechnik mit der Belüftung von Gebäuden befasst sind, wird das Einsatzgebiet der Klimatechnik in manchen Zusammenhängen auf die Kühlung sowie die Be- und Entfeuchtung der Raumluft verengt.
In den meisten Klimazonen kommt es heute jedoch vermehrt auf eine spartenübergreifende Betrachtungsweise an, um eine nachhaltige, energieeffiziente Heizungs-, Lüftungs-, Klima- und Kühltechnik zu entwickeln.
In Deutschland trat für das Raumklima und der Kategorisierung der Luftschadstoffe ab Oktober 2009 die DIN EN 13779 – Lüftung von Nichtwohngebäuden – Allgemeine Grundlagen und Anforderungen für Lüftungs- und Klimaanlagen und Raumkühlsysteme in Kraft.
Laut Internationaler Energieagentur (IEA) ist Klimatechnik für 10 Prozent des weltweiten Elektrizitätskonsums verantwortlich, weshalb vermehrt emissionsärmere Alternativen wie erneuerbare Energien und Passivkühlung nahegelegt werden. Zudem plädieren Forschende, „gemeinschaftsbasierten Initiativen“ für Kälte- und Wärmewende nach dem Vorbild von Bürgerenergiegenossenschaften vermehrte Aufmerksamkeit zukommen zu lassen.